# María Pagés
Pour les articles homonymes, voir Pagés.
María Pagés, née le 28 juillet 1963 à Séville en Espagne, est chorégraphe espagnole de flamenco. Les 10 prix Giraldillo de la Bienal de Arte Flamenco de Séville qui lui ont été octroyés confirment qu'elle est l'une des chorégraphes et directrices de scène les plus abouties de la scène nationale et internationale.

## Biographie
María Pagés commence sa carrière professionnelle dans la compagnie d'Antonio Gades, en endossant différents rôles comme Carmen et Bodas de Sangre. Elle tient la tête d'affiche dans la compagnie Mario Maya et dans les anciennes compagnies de Rafael Aguilár et María Rosa. Parmi ses mentors se trouvent également Manolo Marín et Matilde Coral.
En 1990 elle crée la Compañía María Pagés et produit dès lors ses propres chorégraphies. Elle a aussi dansé dans les films Flamenco de Carlos Saura (1995) et dans Riverdance, The Show (1995) et a collaboré, au fil des années, avec plusieurs artistes et créateurs de renom à l'instar de Mikhail Baryshnikov, Sidi Larbi Cherkaoui, Tamara Rojo, Ángel Corella, José Saramago et Oscar Niemeyer, entre autres.
En 2002, elle crée la chorégraphie Ilusiones Fm, pour le Ballet national espagnol.
En octobre 2005, la María Pagés Compañía inaugure la cérémonie d'ouverture du Sommet ibéro-américain qui s'est tenu à Salamanque. La cérémonie d'ouverture comprenait la première de la chorégraphie basée sur l'un des poèmes de José Saramago : Ergo uma rosa.
Mikhail Baryshnikov a invité Maria à danser au BAC (Arts Center) de New York en 2007, un projet qui s'est achevé par la création d'une chorégraphie autobiographique. Autoportrait a été présenté en première au Tokyo International Forum. Expression d'un moment de revendication et d'épanouissement artistique, la pièce a compté sur la complicité du prix Nobel de littérature José Saramago, qui s'est impliqué en prêtant sa voix pour la lecture de son poème Ergo uma Rosa.
En octobre 2009, le Teatro Real de Madrid a programmé María Pagés Compañía dans le cadre de sa saison de danse. Elle a également collaboré avec le ténor Plácido Domingo dans Plácido y la copla.
La même année, elle présente le spectacle Dunas, créé avec le chorégraphe Sidi Larbi Cherkaoui, dans lequel ils entremêlent flamenco et la danse contemporaine, établissant un dialogue très riche poétiquement.
L'année 2010 marquera le début de sa longue et fructueuse collaboration artistique avec l'auteur et activiste marocain, El Arbi El Harti.
En janvier 2010, elle a dirigé le Gala inaugural de la Présidence espagnole du Conseil de l'Union européenne, qui a eu lieu au Teatro Real de Madrid. Lors de ce gala, elle partage la scène avec Tamara Rojo en dansant ensemble une chorégraphie créé pour l'occasion qu'elles ont exécutée  avec le chœur national espagnol.
La même année, María Pagés créé la chorégraphie Soleà pas de deux pour Ángel Corella, qui la présente au New York City Center cette même année la, suscitant un succès important auprès du public et de la critique.
Utopía, co-créé au Centre Niemeyer d'Avilés en octobre 2011, est une déclaration de principes sous forme de danse flamenco, née de l'admiration de la chorégraphe pour l'architecte et humaniste brésilien Oscar Niemeyer (1907-2012), qui a transmis son message d'intégrité, d'engagement et de solidarité à Pagés lors de diverses rencontres dans son atelier de Copacabana.
En 2012, elle crée Casi divina, leve, où elle se produit avec des danseurs et des musiciens dans un spectacle d'une grande puissance visuelle, qui synthétise et élève l'esprit du flamenco.
En parallèle, María Pagés consacre de plus en plus de temps, d'efforts et de ressources au travail social et solidaire, dans des lieux tels que les hôpitaux pour enfants ou les refuges pour femmes battues, entre autres. Dans cet esprit, en 2013, María Pagés Compañía a créé et présenté La alegría de los niños. Convaincue du rôle que la danse peut jouer dans la formation des principes de citoyenneté et dans la promotion du respect de la diversité et du travail en équipe, María Pagés Compañía a monté ce spectacle interactif, conçu et développé pour un public familial, en mettant l'accent sur la création de nouveaux publics. Ce spectacle a depuis commencé à accompagner la compagnie dans ses tournées nationales et internationales, et a été notamment présenté aux enfants de la region de Fukushima, touchée par la catastrophe nucléaire qui a eu lieu en 2011.
À la Bienal de Sevilla 2014, María Pagés présente un nouveau spectacle, créé spécialement pour sa participation au célèbre événement international, sans doute l'un des plus importants dans le monde du flamenco. Le titre est Siete golpes y un camino et Pagés y présente un voyage à travers les sept dernières années, une étape clé dans sa vie et sa carrière professionnelle.
Peu de temps après, en octobre de la même année, elle présente Yo, Carmen au Teatro Calderón de Valladolid, une réflexion féministe en forme de chorégraphie qui cherche à affronter le mythe de la Carmen de Merimée et à dépouiller le public de cette image préfabriquée qui a été incorporée à notre univers culturel, afin d'élever une voix de femme plus juste, plus vraie sur scène. Cette même oeuvre cherche aussi a explorer non seulement le désir en tant que responsabilité éthique, mais défend également la vie, le plaisir, l'autonomie, la liberté et le bonheur en tant que droits fondamentaux de chaque être humain. Le même mois, le spectacle s'est rendu à Singapour (Esplanade-Theatres on the Bay), pour la première internationale ; les deux premières ont été accueillies avec enthousiasme par le public et la critique.
María Pagés fait ses adieux à l'année 2014, riche en créations, avec la première de Óyeme con los ojos, qui a eu lieu le 6 décembre au festival Temporada Alta de Gérone ; une pièce qui tire son titre d'un vers du poème Sentimientos de ausente  de Sor Juana Inés de la Cruz. Il s'agit d'une œuvre de maturité, d'un monologue dans lequel la chorégraphe et la danseuse rassemblent, expriment et partagent la vie à travers des scènes dramatiquement marquées, tant dans la dimension purement chorégraphique que musicale : rythme, chant et mélodie, jeux de pieds et percussions puissants, voix fortes et délicates à la fois, humour... tout interagit. María s'offre a son public sous sa facette la plus proche, la plus intime.
En 2015, son œuvre No dejes que termine el día (Don't Let the Day End ) a vu la lumière du jour. Tirant son titre du poème Carpe Diem de Walt Whitman, cette œuvre chorégraphique naît de la conviction que l'art est un engagement éthique et approfondit l'un des aspects les plus déterminants du travail de la compagnie ces dernières années : la conscience sociale de l'art. Don't Let the Day End est conçu comme une œuvre en constante évolution, un projet collectif qui se construit en fonction des personnes qui le rejoignent. Avec un discours clair et porteur d'espoir, il est flexible et ouvert à la participation de femmes, d'hommes et d'enfants issus de mondes différents. La pièce a déjà été développée dans des contextes aussi divers qu'un centre de réinsertion pour femmes battues ou une compagnie de théâtre pour handicapés physiques, mentaux et sensoriels. Ainsi, elle intègre la diversité, la coexistence et l'extraordinaire travail d'effacement des lignes qui séparent le Je et le Tu, le Nous et le Tu comme sa vocation première.
En 2016 a lieu la première de Visages au Théâtre Mohamed V de Rabat. Cette pièce de María Pagés Compañía est le résultat d'un travail de recherche et de récupération du patrimoine culturel espagnol, où la chorégraphe partage et présente sa façon unique de comprendre le flamenco comme un art vivant en constante évolution, un art qui, comme le dit le philosophe andalou Ibn Arabi, peut s'adapter à toutes les formes sans perdre son âme.
En novembre 2017, toujours aux côtés d'El Arbi El Harti, ils conçoivent l'œuvre Una oda al tiempo, une chorégraphie flamenco sur l'éphémère, la permanence et l'éternité. À partir de sa personnalité aux multiples facettes et de la créativité syncrétique qui la caractérise, et dans un échange intime et sincère accompagné de quatre bailaoras, quatre bailaores et sept musiciens en direct, Maria Pagés fait appel à la volonté de la singularité de chaque membre de sa Compagnie pour se situer dans la vie, dans le temps des origines, de la joie d'être dans la vie, de l'euphorie, de l'amour, du désir, de la beauté, mais il raconte aussi le temps de la mélancolie, du repli sur soi, de la peur, de la guerre et de la mémoire humaine, comme un espace éthique pour choisir le meilleur de nous-mêmes.
Convaincue de la nécessité éthique de rechercher, transmettre et promouvoir le patrimoine chorégraphique du flamenco, ils décident de créer le Centre chorégraphique María Pagés à Fuenlabrada, inauguré en novembre 2018, avec l'écrivain El Arbi El Harti.
Converti à la fois en une des figures les plus importantes du flamenco des dernières décennies, María Pagés converge l'esprit de plusieurs générations qui, du respect de la tradition et de la profondeur des racines du flamenco, ont su moderniser et adapter son essence au monde contemporain, l'élevant, même plus si s'adapte, à la catégorie de l'art universel. Cette labeur a été reconnu en Juin 2022 quand la Fondation Princesse des Asturies a octroyé pour la première fois de son histoire, le Prix Princesse des Asturies dans sa catégorie Art, a un professionnel du flamenco dans la personne de María Pagés.

## Principales chorégraphies
- 1990 : Sol y Sombra, Séville
- 1994 : De la luna al viento, Teatro de la Maestranza – VIII Bienal de Arte Flamenco de Séville
- 1996 : El Perro andaluz. Burlerías, Compañía de Danza Andaluza, City Center, New York
- 1998 : La Tirana, Teatro Maestranza – X Bienal de Arte Flamenco de Séville
- 2001 : Flamenco Republic Symphony Space, New York
- 2004 : Canciones, antes de una guerra, Teatro Maestranza, XIIIe Bienal de Arte Flamenco de Séville
- 2006 : Sevilla, Teatro Bunka Mura Orchard Hall, Tokyo
- 2008 : Autoretrato
- 2009 : Dunas en collaboration avec Sidi Larbi Cherkaoui

En 2010, María Pagés a intégré l'écrivain marocain El Arbi El Harti dans son équipe, avec qui elle a créé :
- 2011: Utopie
- 2012: Casi divina, leve
- 2013: Alegría de los niños
- 2013: Siete golpes y un camino
- 2014: Yo, Carmen
- 2014: Óyeme con los ojos
- 2014: No dejes que termine el día
- 2016: Visages
- 2017: Una Oda al tiempo
- 2018: Como el aire que respiramos
- 2019: Alegrías
- 2019: Damas de la memoria
- 2019: Fronteras
- 2020: Entremos en el jardín
- 2020: Paraíso de los negros
- 2021: Las tribulaciones de Sinbad
- 2022: Oda a la flor del naranjo
- 2022: De Scheherezade

## Prix et distinctions
- 2022: Prix Princesse d'Asturies[13]
- 2017: Prix "El Público" de la télévision Canal Sur pour l'ensemble de sa carrière [14]
- 2016: IV Prix de la Culture de l'Université de Seville[15]
- 2015: Prix de la meilleure performance internationale de danse 2015 à Santiago du Chili
- 2014: Médaille d'or du mérite des Beaux-Arts
- 2012: Prix Actúa AISGE[16]
- 2012: Prix du Public au Festival de Jerez pour le spectacle Utopia[17]
- 2011: Médaille de l'Andalousie[18]
- 2011: Prix international Terenci Moix[19]
- 2011: Prix Butaca de la meilleure production espagnole[20]
- 2007: Prix de la Culture de la Communauté de Madrid[21]
- 2004: Prix Léonide Massine pour l'art de la Danse (Italie)
- 2002: Prix national de la Danse, décerné par le gouvernement espagnol, le ministère de l'éducation, de la culture et des sports, par l'intermédiaire de l'INAEM[22].
- 1996: Prix national de chorégraphie, décerné par l'Association des directeurs de scène espagnols (ADE) [23]